# Simat-Enlil
Simat-Enlil (w transliteracji z pisma klinowego zapisywane ME-den-líl) – mezopotamska księżniczka, córka króla Szulgi (2096-2048 p.n.e.) z III dynastii z Ur. W trakcie wykopalisk w Ur odnaleziono dwa kamienne naczynia z umieszczoną na nich jej inskrypcją: „Szulgi, potężny mężczyzna, król Ur, król czterech stron świata. Simat-Enlil (jest) jego córką”.